# Грозний В'ячеслав Вікторович
В'ячесла́в Ві́кторович Гро́зний (нар. 12 липня 1956, Оленівка, Кам'янець-Подільський район, Хмельницька область) — український і радянський футболіст і тренер. Заслужений тренер України. Заслужений працівник фізичної культури і спорту України. Заслужений тренер Росії. Визнаний найкращим тренером України (1996, 2002).

## Життєпис
В'ячеслав Грозний народився у Оленівці, що на Хмельниччині. На початках кар'єри гравця виступав за аматорську команду «Нива» Підгайці.
Надзвичайно важливу роль у житті В'ячеслава Грозного зіграв колишній гравець збірної СРСР Іван Вишневський, з яким вони перетнулися у тренерському штабі вінницької «Ниви». Надзвичайна цілеспрямованість та жага Грозного до навчання справили на Вишневського неабияке враження, тож він задіяв свої зв'язки у московському «Спартаку» та вивів українського наставника на потрібних людей. За декілька місяців В'ячеслав Грозний увійшов до тренерського штабу «червоно-білих», який очолював Олег Романцев.
Із 2013 по 2016 рік очолював ужгородську «Говерлу».
Наприкінці жовтня 2016 року В'ячеслав Грозний став головним тренером тбіліського «Динамо», уклавши з клубом угоду за схемою «1+2», проте вже в лютому 2017 року заявив, що вимушений покинути команду з особистих причин. Під керівництвом українського фахівця динамівці провели шість поєдинків, у яких здобули чотири перемоги.
1 жовтня 2018 року втретє за кар'єру очолив київський «Арсенал», що на той час займав останню сходинку в турнірній таблиці української Прем'єр-ліги. У першому ж матчі нова команда Грозного з рахунком 2:0 здолала полтавську «Ворсклу», бронзового призера минулого чемпіонату, однак надалі знову була серія з п'яти поразок поспіль. Наставник киян намагався виправити ситуацію за рахунок кадрових змін, повернувши до команди футболістів, що здобули «золото» першої ліги минулого сезону, та запросивши декількох вільних агентів, з якими працював у попередніх клубах. Втім, травми ключових гравців атаки звели нанівець усі старання Грозного. Після матчу з одеським «Чорноморцем» у 16 турі над клубом почали згущуватися хмари. 27 листопада журналіст телеканалів «Футбол 1/2» Ігор Бурбас оприлюднив інформацію, що усі гравці клубу протягом двох днів пройшли перевірку детектором брехні. Єдиним, хто відмовився приєднатися до команди, став В'ячеслав Грозний, що послався спочатку на втому, а згодом — на хворобу. В свою чергу, Грозний на післяматчевій прес-конференції заявив, що йому вкрай некомфортно працювати в «Арсеналі» через фінансову нестабільність, що демотивує гравців. До приходу В'ячеслава Вікторовича на тренерський місток у клубі навіть не прали форму, а на базі було відсутнє гаряче водопостачання. Грозний не приховував, що має пропозиції від зарубіжних клубів і цілком може опинитися в одному з них вже протягом зимового міжсезоння, хоча за інформацією адміністрації «канонірів» контракт було укладено до 30 червня 2019 року. Доля тренера, за його ж словами, мала вирішитися 8 грудня після розмови з керівництвом клубу, що розставило б усі крапки над «і» в питаннях фінансування клубу на другу половину сезону.

## Відзнаки та нагороди

### Тренерські здобутки
На чолі «Дніпра»
- Фіналіст Кубка України (1): 1996/97

На чолі «Левські»
- Срібний призер Чемпіонату Болгарії (1): 1998/99

На чолі «Металурга» (Запоріжжя)
- Фіналіст Кубка України (1): 2005/06

У ролі асистента головного тренера «Спартака» (Москва)
- Чемпіон Росії (5): 1994, 1996, 1999, 2000, 2001
- Бронзовий призер чемпіонату Росії (1): 1995

### Індивідуальні досягнення
- Заслужений тренер України
- Заслужений тренер Росії
- Найкращий тренер України (2): 1996, 2002[12]
- Найкращий тренер Болгарії (1): 1998

### Державні нагороди
- Орден «За заслуги» III ступеня (11 жовтня 2004) — за вагомий особистий внесок у розвиток та популяризацію фізичної культури і спорту в Україні, реалізацію державної програми розвитку дитячо-юнацького футболу, піднесення міжнародного спортивного престижу України та з нагоди 110-річчя українського футболу[13]
- Заслужений працівник фізичної культури і спорту України

## Особисте життя
- Донька — Юлія Грозна, українська співачка[14], дружина Дмитра Некрасова[15] (Мальченка, Грозного, Соколовського, Торнера)[16].